# Черкашина Валентина Миколаївна
Валентина Миколаївна Черкашина (2 січня 1942, село Шульговка, тепер Хіславицького району Смоленської області, Росія — 28 червня 2012, місто Камишин Волгоградської області, Росія) — радянська діячка, новатор виробництва, прядильниця Камишинського бавовняного комбінату Волгоградської області. Член Центральної Ревізійної Комісії КПРС у 1981—1986 роках. Член ЦК КПРС у 1986—1990 роках. Депутат Верховної Ради Російської РФСР 10—11-го скликань. Герой Соціалістичної Праці (17.03.1981).

## Життєпис
Народилася в селянській родині. У 1958 році закінчила вісім класів середньої школи в Смоленській області.
У 1958—1960 роках — робітниця Первомайського скляного заводу Шумяцького району Смоленської області. У 1960 році переїхала до міста Камишина Волгоградської області, де закінчила міське професійно-технічне училище.
У грудні 1961—1991 роках — прядильниця Камишинського бавовняного комбінату (виробничого об'єднання «Камишинський бавовняний комбінат імені Косигіна») Волгоградської області.
Член КПРС з 1972 року.
Однією з перших в галузі замість 1000 веретен обслуговувала 1456, а коли галузева норма піднялася до 1365, справлялася з 3000 веретен. Указом Президії Верховної Ради СРСР від 17 березня 1981 року за видатні виробничі досягнення, дострокове виконання завдань десятої п'ятирічки і соціалістичних зобов'язань, виявлену трудову доблесть Черкашиній Валентині Миколаївні присвоєно звання Героя Соціалістичної Праці з врученням ордена Леніна і золотої медалі «Серп і Молот».
У 1986 році закінчила Камишинський вечірній текстильний технікум.
З 1991 року працювала на інженерній посаді в технічному відділі Камишинського бавовняного комбінату.
З 2001 року — персональний пенсіонер у місті Камишині Волгоградської області.
Померла 28 червня 2012 року. Похована в Камишині на міському кладовищі.

## Нагороди і звання
- Герой Соціалістичної Праці (17.03.1981)
- два ордени Леніна (4.03.1976, 17.03.1981)
- орден Трудового Червоного Прапора (5.04.1971)
- орден Дружби народів (23.05.1986)
- медалі